# Crêpe dentelle
Pour les articles homonymes, voir gavotte.
 (décembre 2013).
Si vous disposez d'ouvrages ou d'articles de référence ou si vous connaissez des sites web de qualité traitant du thème abordé ici, merci de compléter l'article en donnant les références utiles à sa vérifiabilité et en les liant à la section « Notes et références ».
Une crêpe dentelle ou gavotte (marque désignant la crêpe par antonomase) est une crêpe bretonne très fine, roulée sur elle-même et croustillante.

## Histoire
La crêpe dentelle aurait été inventée accidentellement en 1886 par une Quimpéroise, Marie-Catherine Cornic (née à Kerfeunteun en 1857, décédée en 1917), appelée par tous Madame Katell. Elle aurait oublié une crêpe sur un billig et l'aurait trop fait cuire. Elle décide alors de la plier : la crêpe à dentelle est née. 
En réalité, dès 1835, Alexandre Bouet écrit : « Morlaix et quimper : crêpes-dentelles qui jouissent d’une grande renommée grâce à leur goût fin et délicat ». De plus, dans un ouvrage de 1867, on peut lire : « Les crêpes de froment sont d'autant plus légères que la proportion des œufs excède celle de la farine et qu'elles sont plus minces ; les crêpes dentelles de Quimper réalisent, par leur légèreté, leur fondant et leur saveur, le nec plus ultra des qualités de ce mets breton. On peut, sans inconvénient, en autoriser l'usage modéré. »

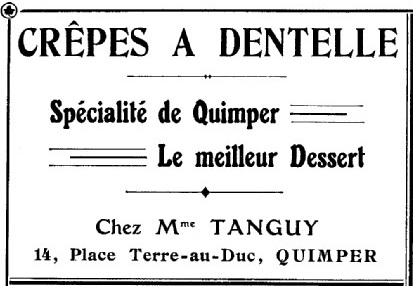
Publicité pour les crêpes (à) dentelle de Quimper figurant dans En Basse Bretagne. Guide illustré de l'Odet 1926.

Marie-Catherine Cornic est donc plus probablement à l'origine de la commercialisation industrielle de ce mets vers la fin du XIXe siècle. À l'époque, les usines étaient situées dans le quartier historique de Quimper, le quartier de Locmaria. Les crêpes dentelle étaient chauffées au charbon de bois dans de grandes cheminées sur des biligs inclinés. Puis on a inventé la première bécuwe ( plaque rectangulaire et inclinée, en fonte et en acier, qui chauffe à 180 °C) à gaz. 
Après l'avoir vendue elle-même à Quimper et sur la Côte d'Émeraude, elle transmit son savoir-faire à la maison Les Délicieuses, dirigée par Madame Tanguy. Ce produit a connu une diffusion internationale sous le nom de crêpe dentelle.
M. Hoyet prit ensuite la relève en fabriquant ces mêmes crêpes dentelles, sous la marque de l'Hermine d'Or. Récompensé au niveau européen, il a également été félicité par Jacques Chirac pour leur qualité car elles ont été livrées au palais de l'Élysée du temps où il était président de la République.
Aujourd'hui, elles sont toujours fabriquées dans ce quartier de Locmaria de Quimper, à la Biscuiterie de Quimper et sur une bécuwe électrique. Il s'agit du dernier endroit où l'on peut encore voir la fabrication de ces crêpes dentelle, une à une et à la main.
Ce produit est aussi connu sous le nom de Gavottes, marque de crêpes dentelle née à Quimper en 1920, dans le quartier de Locmaria.
Une rue de Quimper porte le nom de Katell Cornic.